# Samantha Smith
Samantha Reed Smith (Houlton, estado de Maine, 29 de junio de 1972-25 de agosto de 1985) fue una niña pacifista estadounidense que alcanzó fama mundial después de escribir una carta en plena Guerra Fría al entonces secretario general del Partido Comunista de la Unión Soviética, Yuri Andrópov, y que este le respondiera invitándola a visitar su país, lo que Smith aceptó. Seguida de cerca por medios de comunicación de ambos países, se involucró después de su visita a la URSS en actividades de mantenimiento de la paz, escribió un libro y participó en una serie de televisión antes de morir en un accidente de avión.

## Biografía

### Primeros años
Samantha tuvo una infancia normal junto a sus padres, Arthur, profesor de literatura en la Universidad de Maine, y su madre Jane, asistente social. A los cinco años, le escribió una carta a la reina Isabel II del Reino Unido, le contaba que le caía simpática. En 1980, cuando Smith había terminado el segundo grado, su familia se mudó a Manchester (Maine), donde concurrió a la Escuela Elemental de Manchester.
Su madre describiría los acontecimientos que llevaron a que Samantha escribiera la histórica carta. Al asumir Andropov el liderazgo de la Unión Soviética, los principales diarios y revistas estadounidenses dedicaron portadas y artículos destacados sobre el nuevo Presidente del Presidium del Sóviet Supremo, prevaleciendo las opiniones negativas sobre su llegada al poder y las repercusiones que tendría. Durante esta época se realizaban a menudo en América del Norte y Europa masivas marchas contra el uso de armas nucleares, y en Estados Unidos había expectativa por el inminente estreno de la película El día después.
El presidente estadounidense, Ronald Reagan, había dejado de lado la política de la coexistencia pacífica para instalar misiles de crucero y misiles balísticos Pershing en Europa. La URSS había estado involucrada en Afganistán por más de tres años, lo que también contribuyó a elevar la tensión entre las superpotencias. En particular, fue un ejemplar de la revista TIME la que llegó a manos de Samantha, quien después de verla preguntó a su madre: "Si la gente le tiene tanto miedo, ¿por qué no le escribe alguien una carta preguntándole si quiere o no hacer una guerra?". "¿Por qué no lo haces tú?", fue la respuesta.

### Las cartas
En noviembre de 1982, cuando estaba en quinto grado, escribió una carta a Andropov en su intento de comprender por qué eran tan tirantes las relaciones entre Estados Unidos y la Unión Soviética:

Estimado Sr. Andropov:
Me llamo Samantha Smith. Tengo diez años de edad. Felicitaciones por su nuevo trabajo. Estuve preocupada pensando en la posibilidad de que Rusia y los Estados Unidos se involucren en una guerra nuclear. ¿Votará por la guerra o no? Si no, por favor cuénteme cómo ayudará a evitar una guerra. Esta pregunta no la tiene que responder, pero me gustaría saber por qué quieren conquistar el mundo o al menos nuestro país. Dios hizo el mundo para que viviéramos juntos en paz y no para pelear.
Atentamente,
Samantha Smith

El diario soviético Pravda publicó su carta y el 25 de abril de 1983 recibió una respuesta de Andropov:

Estimada Samantha:
Recibí tu carta, que es como tantas otras que me llegaron en este tiempo de tu país y otros países del mundo.
Me parece —lo infiero por tu carta— que eres una niña valiente y honesta, parecida a Becky, la amiga de Tom Sawyer en el famoso libro de tu compatriota Mark Twain. Este libro es muy conocido y querido por todos los niños en nuestro país.
Dices que estás ansiosa por saber si habrá una guerra nuclear entre nuestros países. Preguntas si estamos haciendo algo para evitar la guerra.
Tu pregunta es la más importante de las que se puede hacer cualquier persona inteligente. Te responderé seria y honestamente.
Sí, Samantha, nosotros en la Unión Soviética tratamos de hacer todo lo posible para que no haya guerras en la Tierra. Esto es lo que quieren todos los soviéticos. Esto es lo que nos enseñó el gran fundador de nuestro Estado, Vladimir Lenin.
El pueblo soviético sabe muy bien cuan terrible es la guerra. Hace cuarenta y dos años, la Alemania nazi, que buscaba dominar el mundo entero, atacó a nuestro país, quemó y destruyó miles de nuestros pueblos y villas, mató a millones de hombres, mujeres y niños soviéticos.
En esa guerra, que terminó con nuestra victoria, fuimos aliados de los Estados Unidos: juntos peleamos por la liberación de mucha gente de los invasores nazis. Supongo que sabrás esto por tus clases de Historia en la escuela. Hoy ansiamos vivir en paz, comerciar y cooperar con nuestros vecinos de esta Tierra —con los cercanos y los lejanos—. Y por supuesto con un gran país como son los Estados Unidos.
En los Estados Unidos y en nuestro país hay armas nucleares —armas terribles que pueden matar millones de personas en un instante—. Pero no queremos que sean jamás usadas. Por eso precisamente es que la Unión Soviética declaró en forma solemne por todo el mundo que nunca —nunca— será la primera en usar armas nucleares contra ningún país. En general nos proponemos detener su producción futura y proceder a la destrucción de todos los arsenales existentes.
Me parece que esta es suficiente respuesta a tu segunda pregunta: "¿Por qué quieren hacerle la guerra al mundo o al menos nuestro país?". No queremos nada parecido. Nadie en nuestro país —ni trabajadores, ni campesinos, ni escritores ni doctores, ni grandes ni chicos, ni miembros del gobierno— quiere una guerra grande o "pequeña".
Queremos la paz —hay cosas que nos mantienen ocupados: sembrar trigo, construir e inventar, escribir libros y volar al espacio—. Queremos la paz para nosotros y para todos los pueblos del planeta. Para nuestros niños y para ti, Samantha.
Te invito, si tus padres te lo permiten, a que vengas a nuestro país; el mejor momento es este verano. Podrás conocer nuestro país, encontrarte con otros de tu edad, visitar un centro internacional de la juventud —"Artek"— a orillas del mar. Y verlo con tus propios ojos: en la Unión Soviética, todos quieren la paz y la amistad de los pueblos.
Gracias por tu carta. Jovencita, te deseo lo mejor.
Y. Andropov

### Repercusión mundial

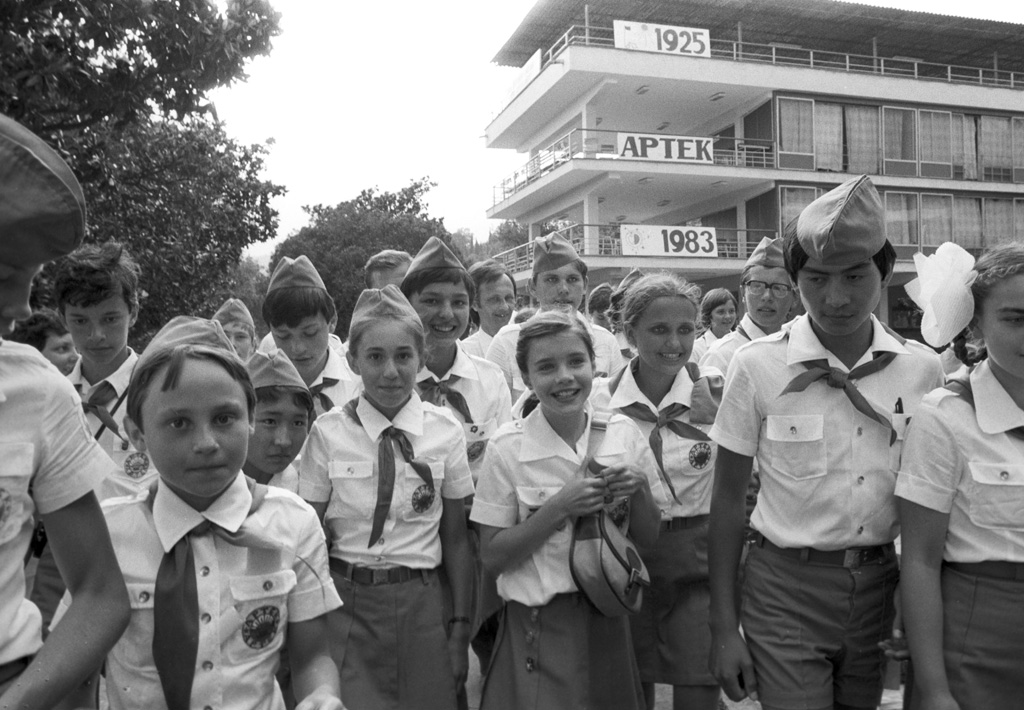
Samantha Smith (al centro) durante su visita a Artek, invitada personalmente por Yuri Andrópov; líder supremo de la Unión Soviética.

Alrededor de Samantha se armó todo un operativo mediático; fue entrevistada por reconocidos periodistas estadounidenses como Johnny Carson y su caso llegó a los más importantes noticieros del país. El 2 de julio de 1983, Smith voló a Moscú con sus padres para pasar allí dos semanas como huésped de Andropov. En el viaje visitó Moscú y Leningrado. Smith escribiría que en Leningrado ella y sus padres quedaron fascinados por la amabilidad de la gente y los regalos que les hacían. Al dar una conferencia de prensa en Moscú, Samantha declaró que los rusos eran "iguales a nosotros". Andropov no se encontró con ella debido a su avanzada enfermedad pero mantuvieron una charla por teléfono.
También pasó algún tiempo en Artek, el principal centro del movimiento de pioneros soviético, en Crimea. Allí optó por estar en contacto con los demás niños en lugar de alojarse en un lugar separado como le ofrecieron.  Para facilitar la comunicación, se alojaron en su mismo edificio niños y profesores con buen manejo del inglés. Mientras compartía dormitorio con otras nueve niñas, Smith pasó su tiempo nadando, charlando, y aprendiendo canciones y bailes soviéticos. Samantha hizo muchos amigos en Artek, como la leningradense Natasha Kashirina.
Los medios la siguieron a cada paso; los principales diarios y revistas soviéticos publicaron fotografías y artículos sobre ella durante y después del viaje. Smith se convirtió en un personaje conocido para la ciudadanía soviética, que tenía una buena imagen de ella.
Cuando Samantha volvió a Estados Unidos, el 22 de julio de 1983, su llegada fue festejada en todo Maine y su popularidad continuó incrementándose. Se convirtió en activista política y pacifista, llegó a presentar en 1984 un especial infantil de Disney sobre política, en el cual entrevistaba a candidatos a presidente de los Estados Unidos. 
Fue con su madre a Japón, donde se encontró con el primer ministro Yasuhiro Nakasone y concurrió al Simposio Internacional de la Juventud en Kōbe, donde pronunció un discurso en que propuso que los mandatarios soviéticos y estadounidenses intercambiaran sus nietas dos veces al año, porque un presidente "no mandaría a tirar una bomba a un país que esté visitando su nieta".
Tiempo después Smith escribió un libro titulado Viaje a la Unión Soviética y actuó junto a Robert Wagner en la serie televisiva Lime Street. Si bien mucha gente en Estados Unidos expresaba sentimientos positivos hacia su persona, buena parte de la población —incluyendo muchos inmigrantes soviéticos del período entre 1930 y 1950— no veía su viaje con buenos ojos, argumentando que Smith se había convertido en un elemento de la propaganda soviética.

### Accidente y muerte
Durante un viaje de regreso de las filmaciones de Lime Street, en el verano boreal de 1985, el avión en que iba Samantha Smith tocó suelo sin llegar a la pista de aterrizaje, que estaba a unos 200 m, con lo que impactó provocando la muerte de sus ocho ocupantes, seis pasajeros y dos miembros de la tripulación. Murieron Smith y su padre, que iba con ella. Empezaron entonces a circular versiones cruzadas sobre el accidente; mientras que algunos decían que había sido planeado por la CIA, otros culpaban a la KGB, según su creencia de que la creciente popularidad de Smith podría haber afectado a decisiones políticas o militares en ambos países.
Se llevó a cabo una investigación en Estados Unidos y se hizo público el informe final, que desestimaba las dos hipótesis. Según el informe, el accidente ocurrió alrededor de las 22:05 EDT, tocando suelo a unos 1,6 km al sudoeste del aeropuerto de Auburn-Lewiston (Maine), en 44°02′22″N 70°17′30″O / 44.03944, -70.29167. El informe afirma que "el ángulo relativamente inclinado de la trayectoria de vuelo, la actitud (la orientación del avión respecto al horizonte, la dirección del movimiento, etc.) y la velocidad del avión en el momento del impacto impidieron que los ocupantes sobrevivieran al accidente". El principal punto del informe era que el día del accidente era lluvioso y oscuro, los pilotos no tenían experiencia y tuvo lugar un fallo en el radar, bastante común y por lo general no preocupante. El avión del vuelo fatal era un Beechcraft 99 de Bar Harbor Airlines.
Al funeral de Samantha concurrieron unas mil personas, entre las que se contaba Vladimir Kulagin, de la Embajada soviética en Washington D. C., quien leyó un mensaje personal de condolencias enviado por Mijaíl Gorbachov. No hubo en el funeral representantes del gobierno estadounidense. Samantha y su padre fueron enterrados cerca de Houlton, su ciudad natal.

## Homenajes
Después de la trágica muerte de Samantha Smith, su memoria, en una u otra forma, se ha perpetuado en los Estados Unidos y la antigua Unión Soviética.

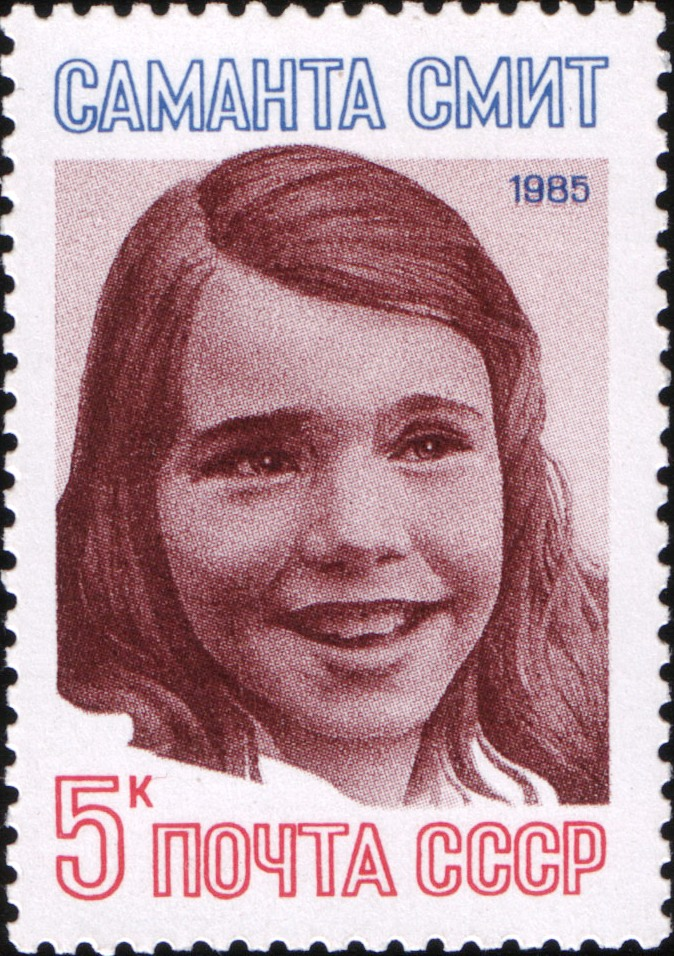
Sello soviético de 1985 dedicado a Samantha.
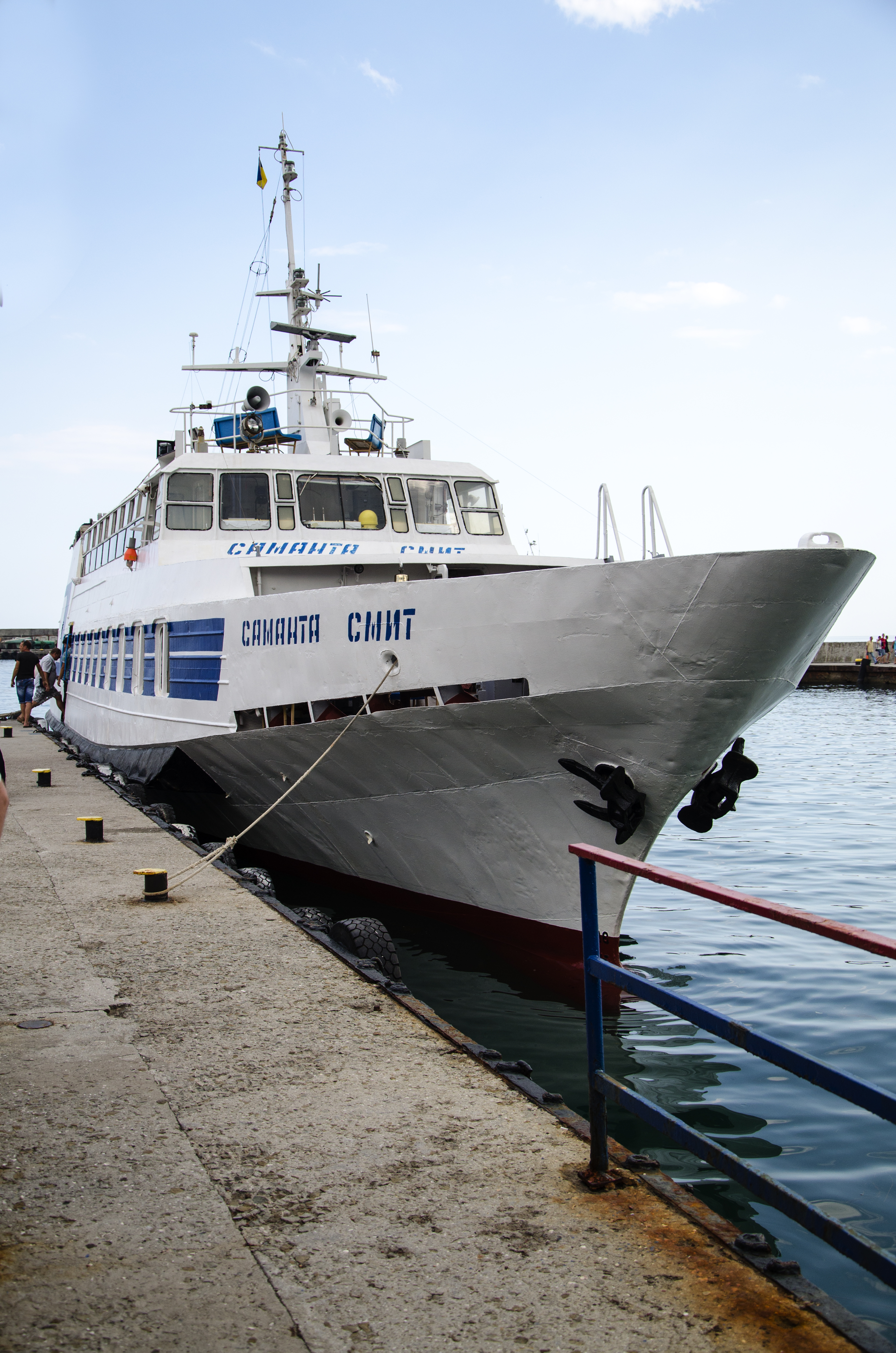
Buque "Samantha Smith", en el puerto de Yalta.
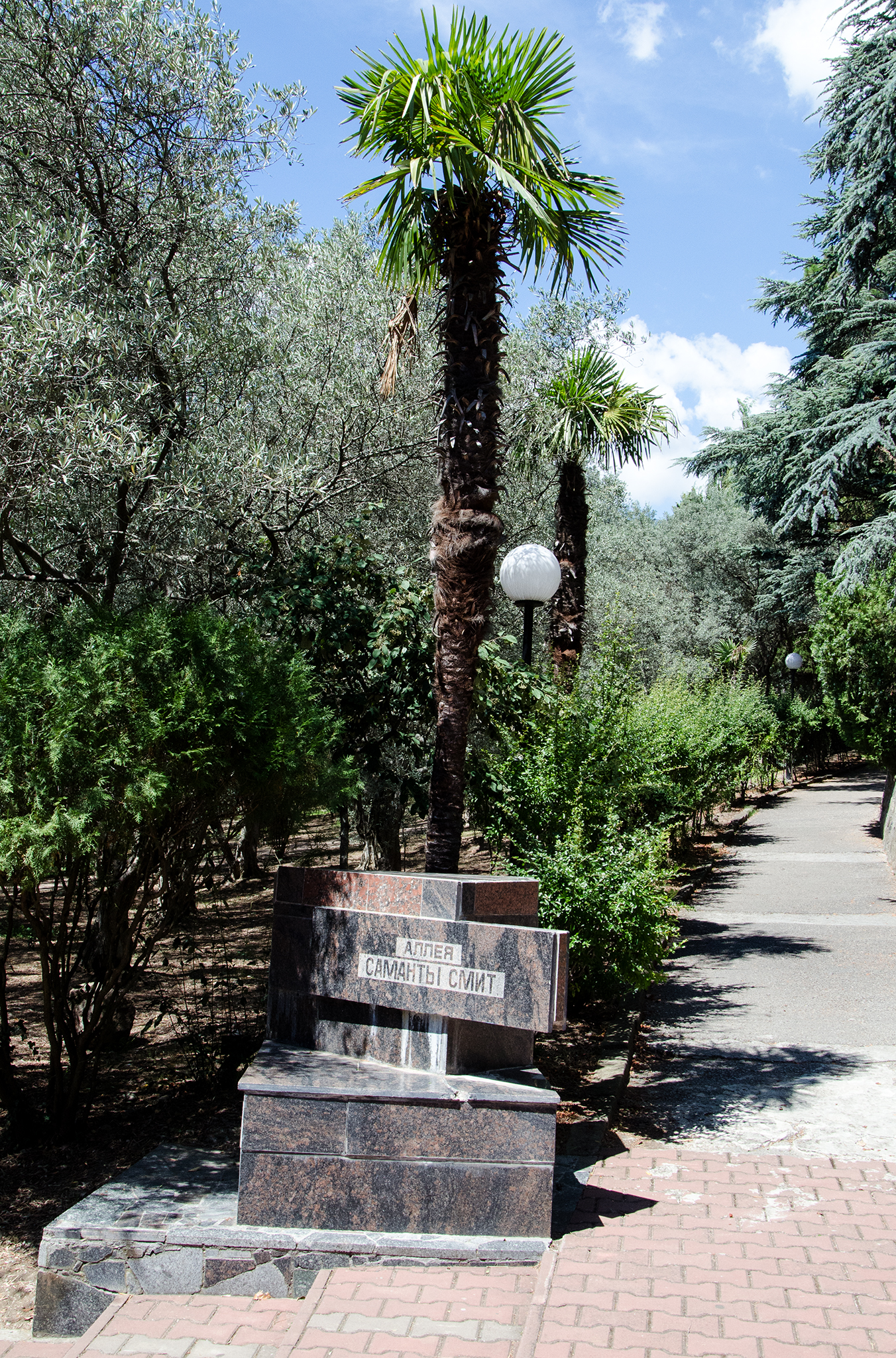
Avenida "Samantha Smith" en Artek.

### Estados Unidos
La madre de Samantha Smith, Jane, fundó en octubre de 1985 la Fundación Samantha Smith, que fomentaba el intercambio de estudiantes entre los Estados Unidos y la Unión Soviética hasta que esto pasó a la inactividad en 1995, a pesar de ello la fundación se mantiene en activo y su consejo directivo continúa reuniéndose cada año, para apoyar programas sin fines de lucro. Según las leyes del estado del Maine, el primer lunes del mes de junio fue designado como el Día de Samantha Smith; también hay una estatua suya en Augusta, donde se ve a Samantha soltando una paloma mientras que un osezno descansa a sus pies; el osezno representa tanto a Maine como a la Unión Soviética. Una escuela del estado de Washington lleva su nombre. El artista estadounidense Robert Shetterly realizó un retrato de Samantha en la serie; "Americanos que dicen la verdad", que incluye retratos de figuras estadounidenses importantes como Rosa Parks, Robert F. Kennedy y Abraham Lincoln.

### Unión Soviética

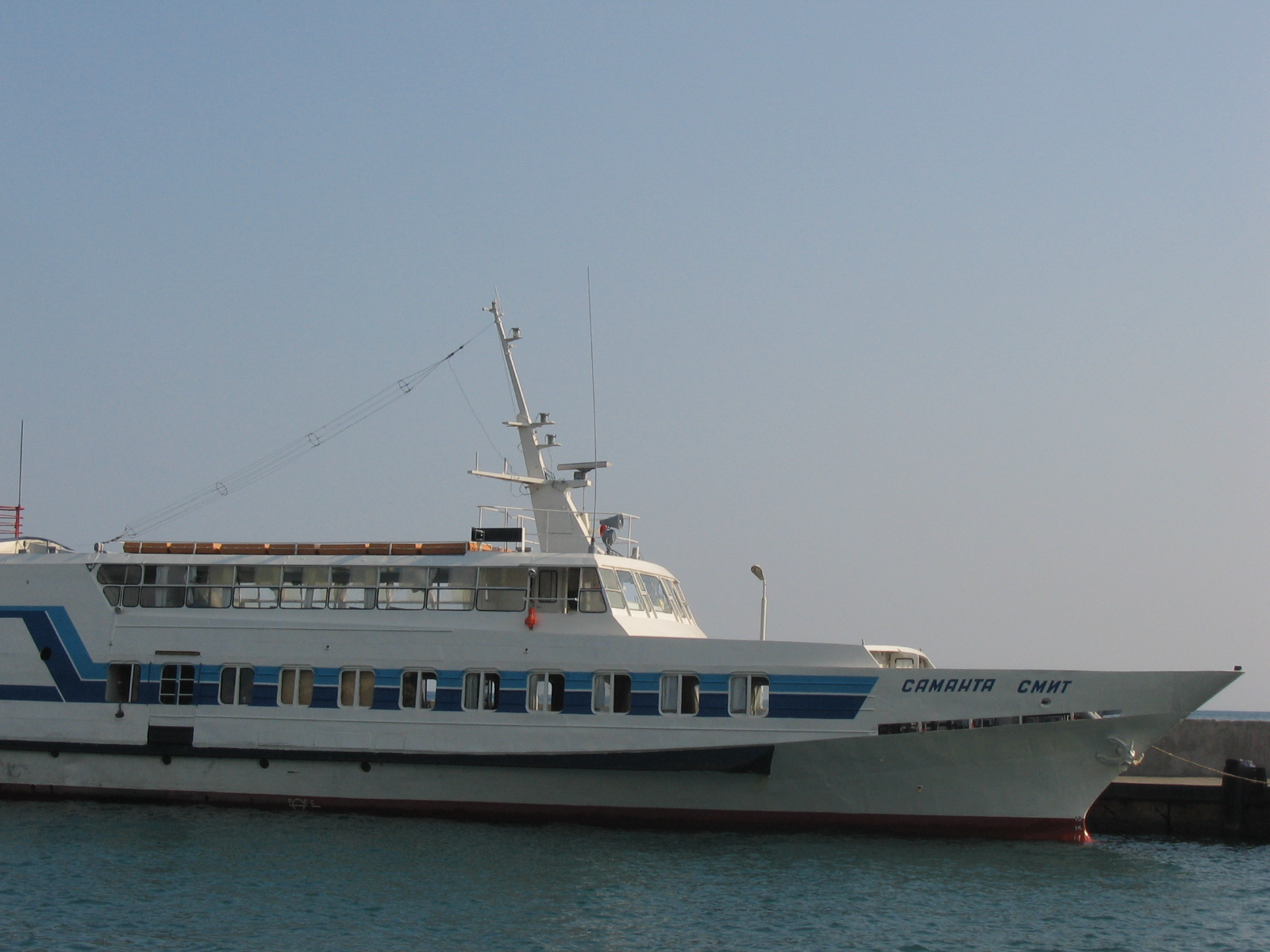
Buque "Samantha Smith", en el puerto de Yalta

La Unión Soviética emitió una estampilla o sello postal conmemorativo en su honor, el 8 de septiembre de 1985, se nombró Samantha Smith a un diamante de 32,7 quilates que se encontró dos semanas antes en Yakutsk, Siberia. Los criadores soviéticos hicieron lo mismo nombrando un cultivo de tulipanes y de dalias, así como una variedad de echinopsis.
También se nombró como Samantha Smith a un barco transoceánico de pasajeros y a una montaña. En Moscú se le erigió un monumento. Cuando la astrónoma soviética Lyudmila Chernykh descubrió el asteroide 3147, lo llamó (3147) Samantha, del cual se le entregó un certificado oficial a la madre de Samantha. 
En 1986, un astillero de Ilichovsk construyó el barco de pasajeros "Samantha Smith". Este barco fue registrado en el puerto de Yalta.
En 1986 en su honor, fue creado en Leningrado un grupo de espectáculos infantil llamado "Samantha", diplomado por la UNICEF y ganador de muchos concursos nacionales e internacionales.
Tras el desmantelamiento de la Unión Soviética en 1991 los medios dejaron de cubrir los eventos relacionados con Samantha Smith. En 2003 fue robado un monumento dedicado a ella en Moscú. Sin embargo, a principios de los años 2000 diarios rusos publicaron algunas entrevistas con Jane Smith y aún muchos rusos la recuerdan con cariño. En 2003 Valentín Vaulin, un militar retirado, construyó un nuevo monumento en su honor sin ningún tipo de apoyo del gobierno; además de este se sabe que existen otros monumentos dedicados a Samantha en Rusia.
Katya Lycheva (en ruso: Катя Лычёва), nacida el 10 de junio de 1974, fue una embajadora soviética de buena voluntad en los Estados Unidos de América en 1986. Katya también actuó en varias películas soviéticas para niños. El viaje de Lycheva fue la respuesta soviética a una visita realizada anteriormente a la Unión Soviética por parte de la niña estadounidense Samantha Smith, residente en el estado de Maine, de 11 años de edad, en 1983.